# Charles Albanese (Geistlicher)
Charles Albanese OCSO (* 1951 in Brooklyn, New York City, New York) ist ein US-amerikanischer Trappistenmönch und war als solcher von 2019 bis 2022 der 3. Abt der Trappistenabtei Snowmass in Snowmass im US-Bundesstaat Colorado.

## Leben und Wirken
Charles Albanese wurde im Jahr 1951 in Brooklyn, einem der fünf Boroughs von New York City, geboren, wo er auch als Einzelkind aufwuchs. Nach seinem Schulabschluss schrieb sich Albanese 1969 bei der United States Air Force ein, wo er während der Zeit des Vietnamkrieges in Florida und England stationiert war. In England besuchte er Klöster und Klosterruinen aus dem 11. und 12. Jahrhundert und fand dort seine Berufung. Das Kloster Mount Saint Bernard, die einzige Trappistenabtei Englands, hatte es ihm dabei besonders angetan. Nach seiner Entlassung von der US Air Force im Jahr 1975 besuchte Albanese weitere Klöster in den Vereinigten Staaten, darunter auch die Saint Benedict’s Abbey in Snowmas, Colorado. Da er von der spektakulären Lage in den Rocky Mountains und der geringen Größe der Gemeinschaft fasziniert war, trat er 1977 in die Abtei ein und legte im Jahr 1983 am Fest des heiligen Benedikt von Nursia seine feierliche Profess ab.
2005 erfolgte seine Priesterweihe. Albanese, der über einen Abschluss in Geisteswissenschaften und einen Master-Abschluss in Pastoraltheologie vom Aquinas Institute of Theology an der Saint Louis University verfügt, war während seiner 42 Jahre als Mönch als Novizenmeister, Leiter der Keksherstellung, Arbeitsleiter, Prior und als Sekretär des Abtes Joseph Boyle tätig. Nach dem Tod Boyles im Oktober 2018 wurde Albanese im Januar 2019 einstimmig zum neuen Abt des Trappistenklosters gewählt. In weiterer Folge wurde er von Abt Damian Carr von der Trappistenabtei Spencer in Spencer, Massachusetts, in sein Amt eingeführt und am 10. August 2019 vom Erzbischof von Denver Samuel Joseph Aquila benediziert. 2022 reichte Dom Charles aus persönlichen Gründen seinen Rücktritt beim Generalabt ein. Mit der Zustimmung seines Rates nahm der seit 2022 im Amt befindliche Generalabt Bernardus Peeters den Rücktritt, der am 29. Juli 2022 wirksam wurde, an.
Auf Antrag von Dom Vincent Rogers, Abt von Spencer und Pater Immediat von Snowmass, setzte der Generalabt mit Zustimmung seines Rates die Ausübung der Autonomie der Gemeinschaft von Snowmass gemäß dem Statut für die Begleitung fragiler Gemeinschaften aus. Der frühere Abt von Spencer, Damian Carr, wurde daraufhin von Rogers zum monastischen Kommissar der Abtei Snowmass ernannt.